# 松前線
松前線（まつまえせん）は、日本国有鉄道（国鉄）、および北海道旅客鉄道（JR北海道）が運営していた鉄道路線（地方交通線）。北海道上磯郡木古内町（渡島支庁管内）の木古内駅で江差線から分岐し、松前郡松前町の松前駅までを結んでいたが、1988年（昭和63年）2月1日に全線廃止となった。
改正鉄道敷設法別表第129号に規定される予定線「渡島国上磯ヨリ木古内ヲ経テ江差ニ至ル鉄道 及木古内ヨリ分岐シテ大島」の一部であり、木古内駅から南西方向へ、北海道南端の松前半島南岸部を福山街道や国道228号に沿って延びていた。概ね津軽海峡に面する沿岸部を進むが、知内町と福島町の間で内陸に入り福島峠を越えるほか、白神岬付近では白神トンネルで短絡していた。
同時に営業していた期間はないものの海峡線がほぼ並行して建設されており、3か所で立体交差している。青函トンネルが在来線規格で建設されていれば、途中で松前線と接続するはずであった。なお松前線のルートの一部は、木古内駅を出て、江差線の分岐点まではそのまま海峡線の上り線として路盤・軌道強化を施した上で転用されている。

## 路線データ
- 管轄：北海道旅客鉄道（第一種鉄道事業者）
- 区間（営業キロ）：木古内駅 - 松前駅間 50.8 km
- 軌間：1,067 mm（狭軌）
- 駅数：12（起点駅を含む）
- 複線区間：なし（全線単線）
- 電化区間：なし（全線非電化）
- 閉塞方式：タブレット閉塞式
交換可能駅：2（千軒、渡島吉岡）
  - 渡島知内、渡島福島は交換設備があったが撤去
- 路線廃止時の営業形態
  - 直営駅：松前
  - 簡易委託駅：渡島大沢、渡島吉岡、白符、渡島福島、千軒、湯ノ里、渡島知内、森越

## 運行形態
末期は各駅に停車する普通列車のみ7往復が設定され、途中駅での折返しはなく全線通しての運行のみであった。このうち6往復は江差線・函館本線に直通する函館駅発着の列車で、一部は木古内駅 - 函館駅間で江差駅発着の列車と併結されていた。

### 急行「松前」
1963年（昭和38年）12月1日、函館本線・江差線・松前線を経由して函館駅 - 松前駅間を結ぶ準急列車として、「松前」が新設された。1968年（昭和43年）10月1日には急行列車に格上げされ、函館駅 - 松前駅間を2時間8分で結んだ。1両編成だが、函館駅 - 木古内駅間は江差線の急行「えさし」と併結し、2両編成で運行された。1980年（昭和55年）10月1日をもって、「えさし」と共に廃止された。
廃止時の停車駅
函館駅 - 上磯駅 - 木古内駅 - 湯ノ里駅 - 渡島福島駅 - 渡島吉岡駅 - 松前駅

## 歴史
1912年（大正元年）には鉄道院による実測が行われており、上磯線（のちの江差線、現在の道南いさりび鉄道線の一部）が敷設決定する以前から関係町村による請願・陳情が行われたものの敷設はなかなか進まなかった。
1923年（大正11年）に鉄道敷設法が改正され、その「別表第129号」として「渡島国上磯ヨリ木古内ヲ経テ江差ニ至ル鉄道 及木古内ヨリ分岐シテ福山ニ至ル鉄道」として予定線にはなったものの、年々過疎化する地域であったこともあり、なかなか工事着手には至らず、その後、1930年（昭和5年）10月25日に上磯線が木古内駅まで延伸するが、翌1931年（昭和6年）の満洲事変の影響により、木古内以西の延伸工事は中止された。
1936年（昭和11年）に入り、木古内以西の測量が着手され、線路選定後漸次工事が進められ、翌1937年（昭和12年）に福山線の路線名で渡島知内駅、1938年（昭和13年）に碁盤坂駅（のちの千軒駅）まで延伸したところで、日中戦争・太平洋戦争の影響が拡大し、以西の工事は資材の不足と国家総動員法により工事は遅滞し、1942年（昭和17年）に渡島吉岡駅まで開通した。
一方で同年鉄道敷設法が改正され、福山線を含む「別表第129号」が「（前略）大島（注：現在の松前町大島）ニ至ル鉄道」に変更されたが、これは軍需物資として大島地区より産出するマンガン鉱、その他の輸送を目的としてのもので、同年9月より用地取得と路盤工事に着手し、松前駅の先の館浜までの路盤を完工、その他も大島まで一部路盤を完成させたところで、1944年（昭和19年）に戦局の悪化により工事を中止、1945年（昭和20年）8月15日の終戦を迎え、戦後は1946年（昭和21年）に渡島大沢駅まで延伸したが、その先の延伸は戦後の経済混乱によって中止されていた。
1951年（昭和26年）に入り、敗戦によって千島海域の漁場を失った日本における未開発漁場開発の一環として、渡島大島・渡島小島周辺の海域がクローズアップされたことで、福山線を松前駅まで5.6km延伸することが具体化し、松前まで開通したのは1953年（昭和28年）11月8日のことであった。このとき路線名は松前線に改称された。なお、その先大島までの区間については鉄道建設の必要に乏しいとして延伸はなされず、1972年（昭和47年）に用地を松前町に有償（トンネル・橋梁などは無償）で譲渡している。
開業後はマンガン鉱や海産物の輸送に利用されたが、並行する国道228号の整備が進むと貨客とも輸送量が減少し、貨物輸送は1982年（昭和57年）に全廃された。1980年（昭和55年）の国鉄再建法施行により、1982年（昭和57年）11月に第2次特定地方交通線に選定され、1988年（昭和63年）2月に廃止となりバス路線へ転換された。

### 廃止問題
国鉄再建法による路線廃止の方針が表明されると反対の声が上がり、沿線町村より存続を求める陳情が行われた。ここでは通学・通院輸送や松前の観光輸送、青函トンネル・知内火力発電所の建設工事に対する影響を懸念するとともに、廃止対象の選定基準を見直すべきとの主張もなされた。
まず、松前線は函館との繋がりが強い路線であり、途中で松前線を分岐する江差線と一体的に考えるべきとのものである。木古内以西で比較すると江差線より松前線の流動が大きく、旅客の63%を占めているとした。しかし、存廃は線区単位で一律に判断するとの決定は覆らなかった。
なお、江差線は第3次特定地方交通線選定基準に該当する輸送密度4000人/日以下の路線であったが、ピーク時に片道1時間あたり1,000人以上を輸送する区間があるとして廃止対象から除外された。このため松前線より利用の少なかった江差線木古内以西は存続したものの、利用不振から2014年（平成26年）5月12日に廃止されている。
また、松前線の基準期間内（1977 - 1979年度）の輸送密度はおよそ1400人/日と第2次特定地方交通線選定基準の2000人/日を下回っていたが、平均乗車距離は29.8kmと特定地方交通線からの除外基準（平均乗車距離30km超、輸送密度1000人/日以上）に近いものであった。さらに、1979年度および1980年度を単独で見ると除外基準を満たしており、3年間の平均をとる場合でも「1978 - 1980年度」「1979 - 1981年度」ともに同様であった。このため、全国一律の基準期間ではなく直近の輸送状況から判断し、廃止対象から除外すべきと主張された。しかし、この点についても受け入れられなかった。
結果的に1984年（昭和59年）6月には廃止が承認され、松前線は第三セクター鉄道としての存続かバス転換を迫られることとなった。存続へ向けて「乗って残そう運動」も行われたが利用者の減少は止まらず、1984年度には輸送密度も1000人/日を割り込んだ。廃線協議は難航したものの、並行する国道228号の整備状況も良好であったため鉄道としての存続は断念され、1987年（昭和62年）に日本国有鉄道（国鉄）から北海道旅客鉄道（JR北海道）に承継された後、1988年（昭和63年）2月に廃止。廃止後は、函館バスのバス路線に転換された。

### 年表
- 1937年（昭和12年）10月12日：鉄道省の福山線として、木古内駅 - 渡島知内駅間 (8.2km) が開業[1]。同区間に森越・渡島知内の各駅を新設[6]。
- 1938年（昭和13年）10月21日：渡島知内駅 - 碁盤坂駅間 (16.0km) が延伸開業[1]。同区間に湯ノ里・碁盤坂の各駅を新設[6]。
- 1942年（昭和17年）11月1日：碁盤坂駅 - 渡島吉岡駅間 (14.5km) を延伸開業[1]。同区間に渡島福島・渡島吉岡の各駅を新設[6]。
- 1946年（昭和21年）12月15日：渡島吉岡駅 - 渡島大沢駅間 (6.5km) を延伸開業[1]。同区間に渡島大沢駅を新設[6]。
- 1949年（昭和24年）6月1日：日本国有鉄道法施行に伴い、日本国有鉄道に移管。
- 1953年（昭和28年）11月8日：渡島大沢駅 - 松前駅間 (5.6km) が延伸開業し、木古内駅 - 松前駅間が全通[1][新聞 1]。同区間に松前駅を新設[6]。福山線を松前線と改称[1]。
- 1957年（昭和32年）
  - 1月25日：白符・及部の各駅を新設[6]。
  - 10月1日：すべての列車が気動車による運行となる[1]。
- 1960年（昭和35年）2月6日：全線で車内販売を開始[新聞 4]。
- 1962年（昭和37年）12月25日：重内駅を新設[6]。
- 1963年（昭和38年）12月1日：函館駅 - 松前駅間に準急「松前」を単行（1両編成）で運行開始[1]。
- 1968年（昭和43年）10月1日：準急「松前」を急行列車に格上げ。
- 1972年（昭和47年）3月15日：碁盤坂駅を千軒駅に改称。急行「松前」を上り1本増発、上り2号を2両編成とする。その他は単行。
- 1973年（昭和48年）10月1日：急行「えさし」のうち、上り1号に松前発編成を併結開始。ただし、松前線内は普通列車。
- 1980年（昭和55年）10月1日：急行「松前」・「えさし」の運行を終了。
- 1982年（昭和57年）
  - 11月15日：全線の貨物営業を廃止[1][7]。
  - 11月22日：第2次特定地方交通線として廃止承認を申請[1]。
- 1984年（昭和59年）6月22日：第2次特定地方交通線として、廃止承認。
- 1987年（昭和62年）4月1日：国鉄分割民営化に伴い、北海道旅客鉄道（JR北海道）が第一種鉄道事業者として全線を承継。
- 1988年（昭和63年）2月1日：全線 (50.8km) を廃止[1][6][新聞 2]し、函館バスのバス路線に転換[新聞 2]。

## 駅一覧
事業者名、自治体名は廃止当時のもの。全線北海道渡島支庁（現在の渡島総合振興局）管内に所在。
| 駅名       | 駅間営業キロ | 累計営業キロ | 接続路線               | 線路 | 所在地 | 所在地   |
| ---------- | ------------ | ------------ | ---------------------- | ---- | ------ | -------- |
| 木古内駅   | -            | 0.0          | 北海道旅客鉄道：江差線 | ◇    | 上磯郡 | 木古内町 |
| 森越駅     | 5.2          | 5.2          |                        | ｜   | 上磯郡 | 知内町   |
| 渡島知内駅 | 3.0          | 8.2          |                        | ｜   | 上磯郡 | 知内町   |
| 重内駅     | 3.1          | 11.3         |                        | ｜   | 上磯郡 | 知内町   |
| 湯ノ里駅   | 5.7          | 17.0         |                        | ｜   | 上磯郡 | 知内町   |
| 千軒駅     | 7.2          | 24.2         |                        | ◇    | 松前郡 | 福島町   |
| 渡島福島駅 | 9.0          | 33.2         |                        | ｜   | 松前郡 | 福島町   |
| 白符駅     | 2.7          | 35.9         |                        | ｜   | 松前郡 | 福島町   |
| 渡島吉岡駅 | 2.8          | 38.7         |                        | ◇    | 松前郡 | 福島町   |
| 渡島大沢駅 | 6.5          | 45.2         |                        | ｜   | 松前郡 | 松前町   |
| 及部駅     | 2.8          | 48.0         |                        | ｜   | 松前郡 | 松前町   |
| 松前駅     | 2.8          | 50.8         |                        | ｜   | 松前郡 | 松前町   |

青函トンネル建設時には、渡島吉岡駅に建設基地が設置されていた。海峡線開業後、渡島吉岡駅跡付近に青函トンネルの吉岡定点（旧・吉岡海底駅、2014年3月15日廃止）が、湯ノ里駅跡付近には知内信号場（旧・知内駅、2014年3月15日廃止）が設置された。北海道新幹線開業後は、知内信号場と同一地点に湯の里知内信号場が設置されている。

## 未成区間
- 松前駅 - 大島駅間：24.0 km[3]
- 全区間松前町に所在。

| 駅名   | 駅間キロ | 累計キロ |
| ------ | -------- | -------- |
| 松前駅 | -        | 50.8     |
| 館浜駅 | 6.9      | 57.7     |
| 小島駅 | 4.1      | 61.8     |
| 江良駅 | 7.0      | 68.8     |
| 大島駅 | 6.0      | 74.8     |

## 近接する道路
- 北海道道383号木古内停車場線
  - 北海道上磯郡木古内町本町（江差線・海峡線木古内駅） - 北海道上磯郡木古内町新道（国道228号交点）間
- 国道228号
  - 北海道上磯郡木古内町新道（北海道道383号木古内停車場線交点） - 北海道松前郡松前町大島地区間。なお、松前線には湯の里 - 千軒間でこの国道に掛かる踏切も存在した。

## 鉄道代替バス
廃線後は函館バスの木古内・松前線に転換された。廃止直前にはすでに木古内 - 知内間と福島 - 松前間にバス路線が存在し、廃線に伴い知内 - 福島間を新設したうえで、両路線を統合した。1往復は松前高校経由で運行される。かつては重内経由便も運行されていたが、2001年（平成13年）10月1日に廃止された。
このほか、函館 - 松前間の函館・松前線（快速「松前号」）や函館 - 木古内 - 知内間の函館・知内線が設定されている。また、未成区間では松前町の地域生活バス「大漁くんバス」が運行されている。

### 報道発表資料
1. ↑  『江差線（木古内・江差間）の鉄道事業廃止について』（PDF）（プレスリリース）北海道旅客鉄道、2012年9月3日。オリジナルの2012年9月7日時点におけるアーカイブ。2012年9月7日閲覧。
2. ↑  『江差線（木古内・江差間）の鉄道事業廃止届の提出について』（PDF）（プレスリリース）北海道旅客鉄道、2013年4月26日。オリジナルの2013年5月13日時点におけるアーカイブ。2013年5月13日閲覧。
3. 1 2  『駅の営業終了について』（PDF）（プレスリリース）北海道旅客鉄道、2013年9月13日。オリジナルの2013年9月27日時点におけるアーカイブ。2013年9月27日閲覧。
4. 1 2  『平成26年3月ダイヤ改正について』（PDF）（プレスリリース）北海道旅客鉄道、2013年12月20日。オリジナルの2013年12月24日時点におけるアーカイブ。2013年12月24日閲覧。
5. ↑  『北海道新幹線 新駅の駅名について』（PDF）（プレスリリース）北海道旅客鉄道、2014年6月11日。オリジナルの2014年7月14日時点におけるアーカイブ。2014年7月14日閲覧。

### 新聞記事
1. 1 2  “松前線開通”. 北海道新聞 (北海道新聞社). (1953年11月9日)
2. 1 2 3 4  “「停留所近いが料金高い」 松前線代替バスが運行”. 北海道新聞 (北海道新聞社). (1988年2月1日)
3. ↑  “さようなら江差線 78年の歴史に幕”. 函館新聞 (函館新聞社). (2014年5月11日)
4. ↑  「松前、江差両線で車内販売を開始」『交通新聞』交通協力会、1960年2月6日、2面。
5. ↑  “消えゆく駅 惜しむファン 14日廃止 津軽海峡線の知内駅 江差線と合わせた旅行も”. 北海道新聞 (北海道新聞社). (2014年3月7日)

### 書籍
- 石野哲（編集長）『停車場変遷大事典 国鉄・JR編』JTBパブリッシング、1998年9月19日。ISBN 978-4-533-02980-6。ISBN 4-533-02980-9。
- 田中和夫（監修）『写真で見る北海道の鉄道』 上巻 国鉄・JR線、北海道新聞社（編集）、2002年7月15日、166-171,311-319頁。ISBN 978-4-89453-220-5。ISBN 4-89453-220-4。
- 今尾恵介（監修）『日本鉄道旅行地図帳―全線・全駅・全廃線―』 1号・北海道、新潮社、2008年5月17日。ISBN 978-4-10-790019-7。ISBN 4-10-790019-3。
- 今尾恵介・原武史（監修）『日本鉄道旅行歴史地図帳』 1号・北海道、新潮社、2010年5月18日。ISBN 978-4-10-790035-7。
- 「角川日本地名大辞典」編纂委員会、竹内理三『角川日本地名大辞典』 1 北海道 上巻、角川書店、1987年10月8日。ISBN 4040010116。
- 国土交通省鉄道局（監修）「旧法 鉄道敷設法」『注解 鉄道六法 平成20年版』、第一法規、2008年10月、ISBN 978-4-474-02452-6、ISBN 4-474-02452-4。

### 雑誌
- 三宅俊彦「別冊付録：改正「鉄道敷設法」別表を読む」『旅 特集：鉄道新時代 21世紀への序曲』第874号、JTBパブリッシング、1999年11月。

### ウェブサイト
- 函館バス バスロケーション - 時刻表検索／検索結果
  - 快速バス 松前号 停留所名：函館駅前
  - 停留所名：木古内駅前
  - 停留所名：松城